# Мозг Альберта Эйнштейна

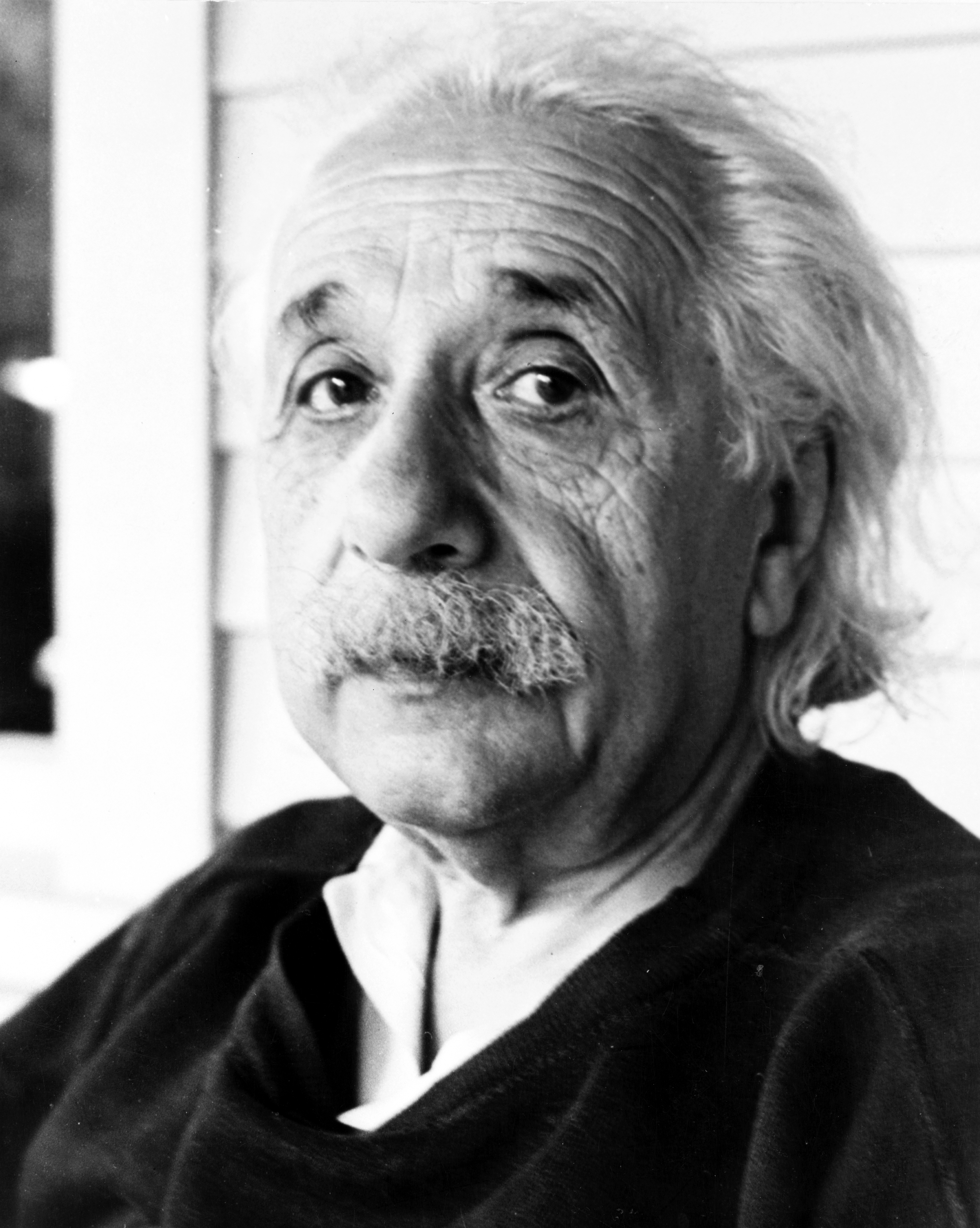
Альберт Эйнштейн

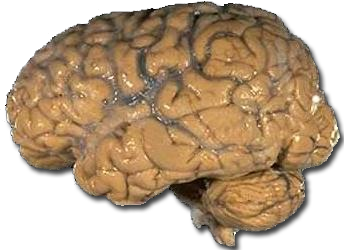
Головной мозг человека

Мозг Альберта Эйнштейна очень часто становился объектом исследований и спекуляций. Он был извлечён через 7 часов после смерти выдающегося физика. Мозг учёного привлёк общественное внимание, поскольку Эйнштейн считался одним из самых гениальных мыслителей XX столетия.
Особенности строения мозга Эйнштейна использовались для поддержки различных идей о корреляции между нейроанатомией мозга и гениальностью. Научные исследования показали, что области мозга Эйнштейна, ответственные за речь и язык, уменьшены, в то время как области, ответственные за обработку численной и пространственной информации, увеличены. Другие исследования констатировали увеличение количества нейроглиальных клеток.

## Извлечение и сохранение мозга Эйнштейна
17 апреля 1955 года 76-летний физик был доставлен в Принстонский госпиталь с жалобой на боль в груди. На следующее утро Эйнштейн скончался от массивного кровоизлияния после разрыва аневризмы аорты.
Мозг Эйнштейна был извлечён и сохранён Томасом Харви (англ. Thomas Stoltz Harvey), патологоанатомом, который выполнил вскрытие тела учёного. Харви надеялся на то, что цитоархитектоника позволит получить полезную информацию. Через внутреннюю каротидную артерию он ввёл 10%-ный раствор формалина, и в дальнейшем хранил неповреждённый мозг в 10%-ном формалиновом растворе. Харви сфотографировал мозг под различными углами и затем разрезал его на приблизительно 240 блоков. Полученные сегменты он упаковал в коллоидную плёнку. По всей видимости, его уволили из Принстонского госпиталя вскоре после того, как он отказался отдать органы.

## Научное изучение строения мозга учёного

### Работа 1984 года
Первая научная работа, посвящённая изучению мозга Эйнштейна, была выполнена Марианой Даймонд, Амолд Сшейбель, Грин Мерфи и Томасом Харвей и опубликована в журнале «Экспериментальная нейрология» в 1984 году. В работе сравнивались 9-е и 39-е поля Бродмана из обоих полушарий головного мозга. Результатом работы стал вывод о том, что соотношение числа нейроглийных клеток к нейронам у Эйнштейна, в 39-м поле левого полушария, превышает средний уровень контрольной группы.
Исследование критиковалось Канзой (англ. S.S. Kantha) из Осакского Института Биологических наук, и Теренсом Хайнсом (англ. Terence Hines) из Университета Пейса. Недостатком данного исследования является то, что для сравнения использовались образцы коры головного мозга всего лишь 11 человек, которые в среднем были на 12 лет моложе Эйнштейна на день его смерти. Точного количества нейронов и нейроглийных клеток подсчитано не было, вместо этого приведены их соотношения. В то же время исследовались слишком маленькие участки мозга. Указанные факторы не позволяют сделать обобщённый вывод.

### Работа 1996 года
Вторая научная работа была опубликована в 1996 году. Согласно ей, мозг Эйнштейна весит 1230 г, что меньше, чем средний вес мозга обычного взрослого мужчины в этом возрасте, составляющий 1400 г. В этой же работе было установлено, что в коре головного мозга Эйнштейна плотность нейронов намного больше среднестатистических значений.

### Работа 1999 года
Последняя статья была опубликована в медицинском журнале «The Lancet» в июне 1999 года. В ней мозг Эйнштейна сравнивался с образцами мозга людей, средний возраст которых был 57 лет. Были выделены участки мозга учёного, имеющие большие размеры и отвечающие за способности к математике. А также, выяснилось, что мозг Эйнштейна на 15 процентов шире, чем в среднем.

## Разрешение на вскрытие
Вопрос получения разрешения на аутопсию учёного окутан туманом. В биографии Эйнштейна, написанной Рональдом Кларком в 1970 году, сообщается: «… он настаивал на том, чтобы его мозг использовался для научных исследований, а тело было кремировано».
Томас Харвей, патологоанатом, проводивший вскрытие, признался: «Я просто знал, что у нас есть разрешение делать аутопсию, я также думал, что мы собираемся изучать мозг». Однако последние исследования предполагают, что это неправда и мозг был вынут и сохранён без разрешения как самого Эйнштейна, так и его близких родственников. 
Сын учёного, Ганс Альберт Эйнштейн, неохотно согласился на извлечение мозга постфактум. Он настаивал на том, что мозг его отца должен использоваться только для научных исследований, с последующей публикацией результатов в самых известных научных журналах.